# Municipio de Boulder
El municipio de Boulder (en inglés: Boulder Township) es un municipio ubicado en el condado de Linn en el estado estadounidense de Iowa. En el año 2010 tenía una población de 575 habitantes y una densidad poblacional de 6,17 personas por km².

## Geografía
El municipio de Boulder se encuentra ubicado en las coordenadas 42°15′5″N 91°25′14″O / 42.25139, -91.42056. Según la Oficina del Censo de los Estados Unidos, el municipio tiene una superficie total de 93.14 km², de la cual 93,12 km² corresponden a tierra firme y (0,02 %) 0,02 km² es agua.

## Demografía
Según el censo de 2010, había 575 personas residiendo en el municipio de Boulder. La densidad de población era de 6,17 hab./km². De los 575 habitantes, el municipio de Boulder estaba compuesto por el 98,78 % blancos, el 0,17 % eran afroamericanos, el 0,35 % eran amerindios y el 0,7 % eran de una mezcla de razas. Del total de la población el 0,7 % eran hispanos o latinos de cualquier raza.